# سیارک ۷۲۰۱

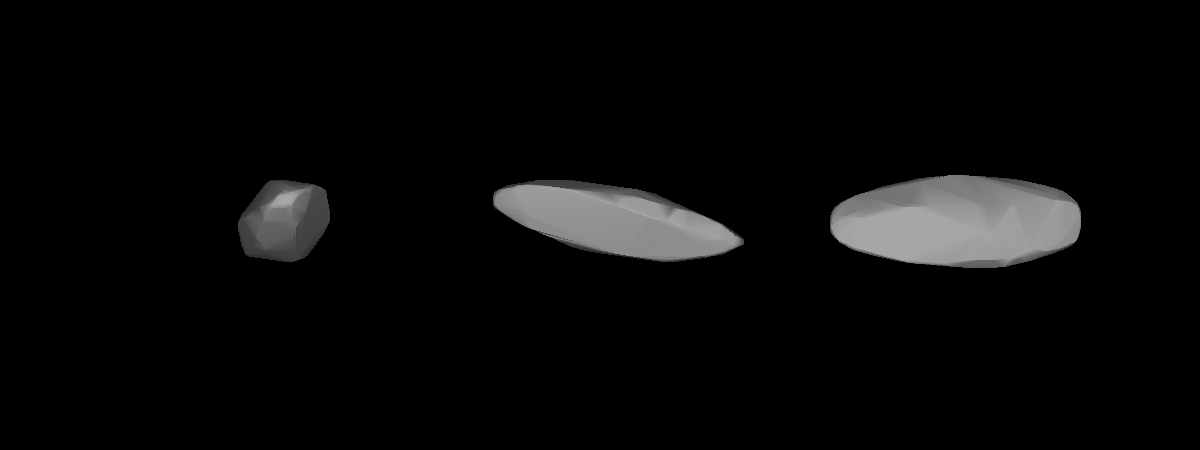
سیارکا

سیارک ۷۲۰۱ (به انگلیسی: 7201 Kuritariku، نامگذاری:1994UF1) هفت هزار و دویست و یکمین سیارک کشف شده‌است که در ۲۵ اکتبر ۱۹۹۴ کشف شد.
قدر مطلق سیارک برابر ۱۲٫۹۰ است.